# Paweł Kukiz
Paweł Piotr Kukiz (Paczków, Polonia, 24 de junio de 1963) es un músico, actor y activista polaco, quien fue candidato a la Presidencia de Polonia en las elecciones de 2015. Con cerca del 20% de los votos nacionales según las encuestas polacas, Kukiz se colocó como el tercer favorito tras Andrzej Duda (Ley y Justicia) con un 34,76 y Bronisław Komorowski (Plataforma Cívica) con un 33,77%.

## Discografía

### Álbumes
| Título            | Detalles del Álbum | Clasificación en las listas | Ventas         | Certificaciones |
| Título            | Detalles del Álbum | POL                         | Ventas         | Certificaciones |
| ----------------- | --- | --------------------------- | -------------- | --------------- |
| Siła i honor      | - Lanzamiento: 4 de septiembre de 2012 - Discográfica: Sony Music Entertainment Poland - Formato: CD, descarga digital | 3                           | - POL: 15,000+ | - POL: Gold     |
| Zakazane piosenki | - Lanzamiento: 4 de noviembre de 2014 - Discográfica: Sony Music Entertainment Poland - Formato: CD, descarga digital  | 14                          |                |                 |

## Filmografía
| Película               | Año  | Papel                |
| ---------------------- | ---- | -------------------- |
| Jarocin '82            | 1982 | Como él mismo        |
| ... jestem przeciw     | 1985 | Chłopak              |
| Fala - Jarocin '85     | 1986 | Como él mismo        |
| Girl Guide             | 1995 | Józef Galica         |
| Billboard              | 1998 | Żyła                 |
| Matki, żony i kochanki | 1998 | Personaje secundario |
| Poniedziałek           | 1998 | Dawid                |
| Stacja PRL             | 1999 | Como él mismo        |
| Dzieci Jarocina        | 2000 | Como él mismo        |
| Wtorek                 | 2001 | Dawid                |
| Czwarta władza         | 2004 | Paweł Szeląg         |
| S@motność w sieci      | 2006 | Padre Andrzej        |